# Copa de Naciones Árabe 1998
La Copa de Naciones Árabe 1998 fue la séptima edición de este torneo de fútbol a nivel de selecciones nacionales organizado por la UAFA y que contó con la participación de 12 selecciones nacionales de África del Norte, África Oriental y el Medio Oriente, 6 selecciones más que en la edición anterior, con la aparición por primera vez de Emiratos Árabes Unidos y que Marruecos, Argelia y Egipto participaron con selecciones menores.
Arabia Saudita venció a Catar en la final disputada en Doha, Catar para ganar el título por primera vez, mientras que el campeón de la edición anterior Egipto no pasó de la fase de grupos.

## Ronda Preliminar

### Grupo 1
Kuwait y Emiratos Árabes Unidos clasificaron debido a que Baréin y Omán abandonaron el torneo.

### Grupo 2
Sudán clasificó porque Yemen, Somalia y Comoras abandonaron el torneo, y porque Arabia Saudita clasificó por también haber clasificado al mundial de Francia 1998.

### Grupo C
Argelia y Libia clasificaron porque Túnez y Mauritania abandonaron el torneo y porque Marruecos clasificó directamente por haber clasificado al mundial de Francia 1998.

### Grupo D
Siria, Jordania y Líbano clasificaron a la siguiente ronda en el grupo disputado en Líbano, eliminando a Palestina.

## Fase de grupos
Todos los partidos se jugaron en Doha, Catar.

### Grupo A
| Nación   | J | G | E | P | GF | GC | GD | Pts |
| -------- | - | - | - | - | -- | -- | -- | --- |
| Catar    | 2 | 2 | 0 | 0 | 4  | 1  | +3 | 6   |
| Jordania | 2 | 1 | 0 | 1 | 2  | 3  | -1 | 3   |
| Libia    | 2 | 0 | 0 | 2 | 2  | 4  | -2 | 0   |

| 22 de septiembre de 1998 | Catar                    | 2 - 1 | Libia       | Jassim Bin Hamad Stadium, Doha, Qatar                      |                                                            |
|                          | Khamis 44' · Mustafa 49' |       | Ramadan 43' | Asistencia: 20,000 espectadores Árbitro(s): Mohamed Koussa | Asistencia: 20,000 espectadores Árbitro(s): Mohamed Koussa |

| 24 de septiembre de 1998 | Libia              | 1 - 2 | Jordania                      | Jassim Bin Hamad Stadium, Doha, Catar                  |                                                        |
|                          | Ahmed El-Masli 61' |       | Al-Sheikh 36' · Rafat Ali 64' | Asistencia: 4,000 espectadores Árbitro(s): Salah Ahmed | Asistencia: 4,000 espectadores Árbitro(s): Salah Ahmed |

| 26 de septiembre de 1998 | Catar                    | 2 - 0 | Jordania | Jassim Bin Hamad Stadium, Doha, Qatar                    |                                                          |
|                          | Mustafa 17' · Khamis 69' |       |          | Asistencia: 20,000 espectadores Árbitro(s): Qassem Hamza | Asistencia: 20,000 espectadores Árbitro(s): Qassem Hamza |

### Grupo B
| Nación     | J | G | E | P | GF | GC | GD | Pts |
| ---------- | - | - | - | - | -- | -- | -- | --- |
| Kuwait     | 2 | 2 | 0 | 0 | 8  | 1  | +7 | 6   |
| Egipto U21 | 2 | 1 | 0 | 1 | 3  | 5  | -2 | 3   |
| Siria      | 2 | 0 | 0 | 2 | 1  | 6  | -5 | 0   |

| 22 de septiembre de 1998 | Egipto U21                 | 2 - 1 | Siria        | Jassim Bin Hamad Stadium, Doha, Catar                       |                                                             |
|                          | Rajab 37' · Al-Doumani 44' |       | Mahmalji 67' | Asistencia: 15,000 espectadores Árbitro(s): Omar Al-Mehanna | Asistencia: 15,000 espectadores Árbitro(s): Omar Al-Mehanna |

| 24 de septiembre de 1998 | Egipto U21     | 1 - 4 | Kuwait                                                        | Jassim Bin Hamad Stadium, Doha, Catar                    |                                                          |
|                          | Al-Doumani 25' |       | Al Houwaidi 4' · Mubarak 19' · Haji 85' (pen.) · Abdullah 90' | Asistencia: 15,000 espectadores Árbitro(s): Hisham Qirat | Asistencia: 15,000 espectadores Árbitro(s): Hisham Qirat |

| 26 de septiembre de 1998 | Kuwait                                                     | 4 - 0 | Siria | Jassim Bin Hamad Stadium, Doha, Catar                  |                                                        |
|                          | Al Houwaidi 10' · Abdullah 23' · Al-Saleh 35' · Bakhit 57' |       |       | Asistencia: 7,000 espectadores Árbitro(s): Salah Ahmed | Asistencia: 7,000 espectadores Árbitro(s): Salah Ahmed |

### Grupo C
| Nación        | J | G | E | P | GF | GC | GD | Pts |
| ------------- | - | - | - | - | -- | -- | -- | --- |
| UAE           | 2 | 1 | 0 | 1 | 4  | 2  | +2 | 3   |
| Marruecos U23 | 2 | 1 | 0 | 1 | 2  | 2  | 0  | 3   |
| Sudán         | 2 | 1 | 0 | 1 | 2  | 4  | -2 | 3   |

| 23 de septiembre de 1998 | Marruecos U21 | 1 - 0 | Emiratos Árabes Unidos | Jassim Bin Hamad Stadium, Doha, Qatar                   |                                                         |
|                          | Termina 86'   |       |                        | Asistencia: 5,000 espectadores Árbitro(s): Qassem Hamza | Asistencia: 5,000 espectadores Árbitro(s): Qassem Hamza |

| 25 de septiembre de 1998 | Marruecos U21 | 1 - 2 | Sudán            | Jassim Bin Hamad Stadium, Doha, Catar                    |                                                          |
|                          | Sektioui 25'  |       | Al-Nour 42', 45' | Asistencia: 13,000 espectadores Árbitro(s): Qassem Hamza | Asistencia: 13,000 espectadores Árbitro(s): Qassem Hamza |

| 27 de septiembre de 1998 | Emiratos Árabes Unidos                                | 4 - 1 | Sudán      | Jassim Bin Hamad Stadium, Doha, Catar                       |                                                             |
|                          | Saeed 13' · Obaid 83' (pen.), 88' (pen.) · Hassan 90' |       | Jaafar 68' | Asistencia: 15,000 espectadores Árbitro(s): Omar Al-Mehanna | Asistencia: 15,000 espectadores Árbitro(s): Omar Al-Mehanna |

### Grupo D
| Nación         | J | G | E | P | GF | GC | GD | Pts |
| -------------- | - | - | - | - | -- | -- | -- | --- |
| Arabia Saudita | 2 | 2 | 0 | 0 | 7  | 1  | +6 | 6   |
| Líbano         | 2 | 0 | 1 | 1 | 1  | 4  | -3 | 1   |
| Argelia U23    | 2 | 0 | 1 | 1 | 0  | 3  | -3 | 1   |

| 23 de septiembre de 1998 | Argelia U23 | 0 - 0 | Líbano | Jassim Bin Hamad Stadium, Doha, Catar                    |  |
|                          |             |       |        | Asistencia: 5,000 espectadores Árbitro(s): Juma'a Al-Ali |  |

| 25 de septiembre de 1998 | Arabia Saudita                      | 3 - 0 | Argelia U23 | Jassim Bin Hamad Stadium, Doha, Catar                          |                                                                |
|                          | O. Al-Dossary 8', 90' · Suwayed 54' |       |             | Asistencia: 10,000 espectadores Árbitro(s): Abdulaziz Al-Mulla | Asistencia: 10,000 espectadores Árbitro(s): Abdulaziz Al-Mulla |

| 27 de septiembre de 1998 | Arabia Saudita                              | 4 - 1 | Líbano        | Jassim Bin Hamad Stadium, Doha, Catar                     |                                                           |
|                          | O. Al-Dossary 28', 38', 77' · Al-Temyat 82' |       | Al-Indari 88' | Asistencia: 13,000 espectadores Árbitro(s): Juma'a Al-Ali | Asistencia: 13,000 espectadores Árbitro(s): Juma'a Al-Ali |

## Fase Final

### Semifinales
| 29 de septiembre de 1998 | Arabia Saudita                  | 2 - 1 | Kuwait      | Jassim Bin Hamad Stadium, Doha, Catar                    |                                                          |
|                          | Al-Thunayan 65' · Al Temawi 79' |       | Youssouf 3' | Asistencia: 20,000 espectadores Árbitro(s): Hisham Qirat | Asistencia: 20,000 espectadores Árbitro(s): Hisham Qirat |

| 29 de septiembre de 1998 | Catar                     | 2 - 1 | Emiratos Árabes Unidos | Jassim Bin Hamad Stadium, Doha, Catar                      |                                                            |
|                          | Nazmi 65' · Al-Kowari 75' |       | Hassan 60'             | Asistencia: 20,000 espectadores Árbitro(s): Mohamed Koussa | Asistencia: 20,000 espectadores Árbitro(s): Mohamed Koussa |

### Tercer Lugar
| 1 de octubre de 1998 | Kuwait                                   | 4 - 1 | Emiratos Árabes Unidos | Khalifa International Stadium, Doha, Catar                 |                                                            |
|                      | Haji 41' (pen.) · Abdullah 67', 87', 90' |       | Ali 26'                | Asistencia: 25,000 espectadores Árbitro(s): Mourad Bendada | Asistencia: 25,000 espectadores Árbitro(s): Mourad Bendada |

### Final
| 1 de octubre de 1998 | Arabia Saudita              | 3 - 1 | Catar       | Khalifa International Stadium, Doha, Catar                   |                                                              |
|                      | O. Al-Dossary 28', 49', 64' |       | Mustafa 82' | Asistencia: 25,000 espectadores Árbitro(s): Abdulaziz Hassan | Asistencia: 25,000 espectadores Árbitro(s): Abdulaziz Hassan |

## Campeón
| Copa de Naciones Árabe 1998 |
| --------------------------- |
| Bandera de Arabia Saudita   |
| Arabia Saudita 1º Título    |

## Premios
- Goleador:  Obeid Al-Dossary - 8 goles.
- Mejor Jugador:  Badr Haji y  Mubarak Mustafa
- Mejor Portero:  Mohammed Al-Deayea